# Хариа, Рави
Рави Хариа (англ. Ravi Haria; род. 7 февраля 1999, Элстри, Восточная Англия) — английский шахматист, гроссмейстер (2022).
Родился в Элстри, посёлке на юге графства Хартфордшир у границы с Большим Лондоном; учился в школах Lyonsdown School (в лондонском боро Барнет) и Haberdashers’ Aske’s Boys’ School (в Элстри). Окончил Университетский колледж Лондона по исторической специальности.
Р. Хариа занимается шахматами с шести лет, начинал играть в лондонском клубе Barnet Knights Chess Club.
Мастер ФИДЕ с 2015 года. Международный мастер с 2017 года, выполнил нормы на турнирах: Politiken Cup (Хельсингёр, Дания, 2015), командный чемпионат Англии 2016/17, турнир в Гастингсе на рубеже 2016—2017 гг. Гроссмейстер с 2022 года, выполнил нормы на турнирах: командный чемпионат Англии 2016/17 и два круговых турнира 2021 года в Англии: Wood Green Invitational (Стаффорд) и Northumbria Masters GM (Гейтсхед). В чемпионате Великобритании по классическим шахматам 2019 г. — 3—4-е место.
Участник Кубка мира 2021 г.: прошёл Вадима Звягинцева, затем уступил Этьену Бакро.
В составе сборной Англии участник Всемирной шахматной олимпиады (2022), двух командных чемпионатов Европы (2021, 2023).
Участник командных лиг Бельгии, Германии, Исландии, а также PRO Chess League.
Участник Кубка европейских клубов:

2021 — за команду Gonzaga (Ирландия);

2023 — за Wood Green (Англия).